# Карнотавър
Карнотавърът е вид динозавър от късна креда. Бил е месояден.
Степента му на опасност е 5. Обитавал е Южна Америка, и по-конкретно днешна Аржентина. Предпочитал е горите и равнините. Неговото съществуване датира от преди 72–66 милиона години. Името му означава „месояден бик“ (на латиница–Karnotaurs), защото над очите си имал остри рогове, подобно на тези на биковете. Бил е дълъг около 8 метра и е тежал приблизително 6 тона. Принадлежи към групата на гущеротазови и тероподи и 
семейството абелизаврови. Карнотаварът имал сравнително малка долна челюст с дълги зъби,с които можел да нанася бързи и мощни разкъсващи ухапвания на жертвите си. Имал и къс череп, малки предни крака, дебел врат и редици от костни подутини по тялото (остеодерми). Семейство абелизаврови обитавали южните континенти. Можел да напада и убива доста по-големи хищници и тревопасни динозаври. Криел се в храсталаците за укритие и нападал внезапно.